# Księżno (jezioro)
Księżno – jezioro w województwie lubuskim, w powiecie świebodzińskim, w gminie Świebodzin, na Pojezierzu Łagowskim. Uznane za użytek ekologiczny.

## Hydronimia
Jezioro pojawia się w źródłach w 1791 roku, początkowo jako Der Probst-See, a następnie der Probstsee (1817), Probst-S. (1938). 3 listopada 1950 roku wprowadzono nazwę Księżno. Obecnie państwowy rejestr nazw geograficznych jako nazwę jeziora również podaje Księżno, podając jednocześnie nazwę oboczną Jezioro Księże.

## Morfometria
Według danych Instytutu Rybactwa Śródlądowego powierzchnia zwierciadła wody jeziora wynosi 7,1 ha. Maksymalna głębokość zbiornika wodnego to 4,6 m. Lustro wody znajduje się na wysokości 79,2 m n.p.m. Natomiast A. Choiński określił poprzez planimetrowanie na mapach 1:50 000 wielkość jeziora na 7,5 ha.
Według Mapy Podziału Hydrograficznego Polski jezioro leży na terenie zlewni piątego poziomu Zlewnia jez. Niesłysz. Identyfikator MPHP to 15819.

## Zagospodarowanie
Administratorem wód jeziora jest Regionalny Zarząd Gospodarki Wodnej we Wrocławiu. Utworzył on obwód rybacki, który obejmuje  wody jeziora Księżno oraz wody jego odpływu aż do jeziora Niesłysz (Obwód rybacki Jezioro Księżno na rzece Odpływ z jeziora Księżno nr 1). Gospodarkę rybacką na jeziorze prowadzi Polski Związek Wędkarski Okręg w Zielonej Górze.

## Ochrona środowiska
Jezioro znajduje się na obszarze chronionego krajobrazu o nazwie Rynna „Ołoboku i Paklicy”. Głównym założeniem ochronnym tej strefy jest ochrona naturalnego korytarza ekologicznego wzdłuż wspomnianej rynny polodowcowej. W 1994 roku jezioro i otaczające go łąki zostały uznane przez władze gminy Świebodzin za użytek ekologiczny. O ochronie tego obszaru zadecydował fakt licznego występowania w jego wodach, a także otaczających go szuwarach grążela żółtego, grzybieni białych, a także roślin chronionych w tym kłoci wiechowatej, bobrka trójlistkowego, kukułki szerokolistnej i gnieźnika jajowatego.
Jezioro Księżno jest objęte strefą ciszy.